# Seinfeld/Episodenliste

Logo zur Serie

Diese Episodenliste enthält alle Episoden der US-amerikanischen Sitcom Seinfeld, sortiert nach der US-amerikanischen Erstausstrahlung. Zwischen 1989 und 1998 entstanden in neun Staffeln insgesamt 180 Episoden mit einer Länge von jeweils etwa 22 Minuten.

## Übersicht
| Staffel | Episodenanzahl | Erstausstrahlung USA | Erstausstrahlung USA | Deutschsprachige Erstausstrahlung | Deutschsprachige Erstausstrahlung |
| Staffel | Episodenanzahl | Staffelpremiere      | Staffelfinale        | Staffelpremiere                   | Staffelfinale                     |
| ------- | -------------- | -------------------- | -------------------- | --------------------------------- | --------------------------------- |
| 1       | 5              | 5. Juli 1989         | 21. Juni 1990        | 24. April 1995                    | 28. April 1995                    |
| 2       | 12             | 23. Januar 1991      | 26. Juni 1991        | 2. Mai 1995                       | 18. Mai 1995                      |
| 3       | 23             | 18. September 1991   | 6. Mai 1992          | 22. Mai 1995                      | 3. Juli 1995                      |
| 4       | 24             | 12. August 1992      | 20. Mai 1993         | 4. Juli 1995                      | 14. August 1995                   |
| 5       | 22             | 16. September 1993   | 19. Mai 1994         | 17. Juni 1998                     | 21. September 1998                |
| 6       | 24             | 22. September 1994   | 11. Mai 1995         | 22. September 1998                | 21. Oktober 1998                  |
| 7       | 24             | 21. September 1995   | 16. Mai 1996         | 22. Oktober 1998                  | 28. Juni 1999                     |
| 8       | 22             | 19. September 1996   | 15. Mai 1997         | 12. April 1999                    | 20. September 1999                |
| 9       | 24             | 25. September 1997   | 14. Mai 1998         | 27. September 1999                | 28. Februar 2000                  |

## Staffel 1
Die Pilotfolge wurde in den USA am 5. Juli 1989 auf NBC ausgestrahlt. Die deutschsprachige Erstausstrahlung erfolgte zwischen dem 24. und 28. April 1995 auf dem Free-TV-Sender Kabel 1.
| Nr. (ges.) | Nr. (St.) | Deutscher Titel       | Originaltitel           | Erstausstrahlung USA | Deutschsprachige Erstausstrahlung (D) | Regie        | Drehbuch                     |
| ---------- | --------- | --------------------- | ----------------------- | -------------------- | ------------------------------------- | ------------ | ---------------------------- |
| 1          | 1         | Das Wahnsinnsweib     | The Seinfeld Chronicles | 5. Juli 1989         | 24. Apr. 1995                         | Art Wolff    | Larry David & Jerry Seinfeld |
| 2          | 2         | Kontrolle ist besser! | The Stake Out           | 31. Mai 1990         | 26. Apr. 1995                         | Tom Cherones | Larry David & Jerry Seinfeld |
| 3          | 3         | Der Einbruch          | The Robbery             | 7. Juni 1990         | 27. Apr. 1995                         | Tom Cherones | Matt Goldman                 |
| 4          | 4         | Das Männerproblem     | Male Unbonding          | 14. Juni 1990        | 25. Apr. 1995                         | Tom Cherones | Larry David & Jerry Seinfeld |
| 5          | 5         | Der Börsentip         | The Stock Tip           | 21. Juni 1990        | 28. Apr. 1995                         | Tom Cherones | Larry David & Jerry Seinfeld |

## Staffel 2
Die zweite Staffel wurde in den Vereinigten Staaten zwischen dem 23. Januar und dem 26. Juni 1991 auf NBC ausgestrahlt. Die deutschsprachige Erstausstrahlung erfolgte zwischen dem 2. und 18. Mai 1995 auf dem Free-TV-Sender Kabel 1.
| Nr. (ges.) | Nr. (St.) | Deutscher Titel            | Originaltitel          | Erstausstrahlung USA | Deutschsprachige Erstausstrahlung (D) | Regie        | Drehbuch                     |
| ---------- | --------- | -------------------------- | ---------------------- | -------------------- | ------------------------------------- | ------------ | ---------------------------- |
| 6          | 1         | Die Ex-Freundin            | The Ex-Girlfriend      | 23. Jan. 1991        | 2. Mai 1995                           | Tom Cherones | Larry David & Jerry Seinfeld |
| 7          | 2         | Die „Pony“-Bemerkung       | The Pony Remark        | 30. Jan. 1991        | 3. Mai 1995                           | Tom Cherones | Larry David & Jerry Seinfeld |
| 8          | 3         | Das geht auf keine Kuhhaut | The Jacket             | 6. Feb. 1991         | 8. Mai 1995                           | Tom Cherones | Larry David & Jerry Seinfeld |
| 9          | 4         | Diese Anrufbeantworter!    | The Phone Message      | 13. Feb. 1991        | 10. Mai 1995                          | Tom Cherones | Larry David & Jerry Seinfeld |
| 10         | 5         | Wohnungsprobleme           | The Apartment          | 4. Apr. 1991         | 11. Mai 1995                          | Tom Cherones | Peter Mehlman                |
| 11         | 6         | Die Statue                 | The Statue             | 11. Apr. 1991        | 15. Mai 1995                          | Tom Cherones | Larry Charles                |
| 12         | 7         | Bittere Rache              | The Revenge            | 18. Apr. 1991        | 17. Mai 1995                          | Tom Cherones | Larry David                  |
| 13         | 8         | Die Herzattacke            | The Heart Attack       | 25. Apr. 1991        | 16. Mai 1995                          | Tom Cherones | Larry Charles                |
| 14         | 9         | Die Abmachung              | The Deal               | 2. Mai 1991          | 18. Mai 1995                          | Tom Cherones | Larry David                  |
| 15         | 10        | Die Baby-Party             | The Baby Shower        | 16. Mai 1991         | 5. Mai 1995                           | Tom Cherones | Larry Charles                |
| 16         | 11        | Im chinesischen Restaurant | The Chinese Restaurant | 23. Mai 1991         | 9. Mai 1995                           | Tom Cherones | Larry David & Jerry Seinfeld |
| 17         | 12        | Der gefeuerte Kellner      | The Busboy             | 26. Juni 1991        | 4. Mai 1995                           | Tom Cherones | Larry David & Jerry Seinfeld |

## Staffel 3
Die dritte Staffel wurde in den Vereinigten Staaten zwischen dem 18. September 1991 und dem 6. Mai 1992 auf NBC ausgestrahlt. Die deutschsprachige Erstausstrahlung erfolgte zwischen dem 22. Mai und dem 3. Juli 1995 auf dem Free-TV-Sender Kabel 1.
| Nr. (ges.) | Nr. (St.) | Deutscher Titel          | Originaltitel      | Erstausstrahlung USA | Deutschsprachige Erstausstrahlung (D) | Regie           | Drehbuch                                   |
| ---------- | --------- | ------------------------ | ------------------ | -------------------- | ------------------------------------- | --------------- | ------------------------------------------ |
| 18         | 1         | Zur Massage!             | The Note           | 18. Sep. 1991        | 22. Mai 1995                          | Tom Cherones    | Larry David                                |
| 19         | 2         | Sag’ die Wahrheit!       | The Truth          | 25. Sep. 1991        | 23. Mai 1995                          | David Steinberg | Elaine Pope                                |
| 20         | 3         | Der Astronautenstift     | The Pen            | 2. Okt. 1991         | 30. Mai 1995                          | Tom Cherones    | Larry David                                |
| 21         | 4         | Die Bestie               | The Dog            | 9. Okt. 1991         | 24. Mai 1995                          | Tom Cherones    | Larry David                                |
| 22         | 5         | Das geliehene Buch       | The Library        | 16. Okt. 1991        | 29. Mai 1995                          | Joshua White    | Larry Charles                              |
| 23         | 6         | Im Parkhaus              | The Parking Garage | 30. Okt. 1991        | 31. Mai 1995                          | Tom Cherones    | Larry David                                |
| 24         | 7         | Der Intelligenztest      | The Cafe           | 6. Nov. 1991         | 1. Juni 1995                          | Tom Cherones    | Tom Leopold                                |
| 25         | 8         | Die Tonbandaffäre        | The Tape           | 13. Nov. 1991        | 6. Juni 1995                          | David Steinberg | Larry David, Bob Shaw & Don McEnery        |
| 26         | 9         | Die Nasenoperation       | The Nose Job       | 20. Nov. 1991        | 7. Juni 1995                          | Tom Cherones    | Peter Mehlman                              |
| 27         | 10        | Die Gestrandeten         | The Stranded       | 27. Nov. 1991        | 12. Juni 1995                         | Tom Cherones    | Larry David, Jerry Seinfeld & Matt Goldman |
| 28         | 11        | Auf der falschen Seite   | The Alternate Side | 4. Dez. 1991         | 8. Juni 1995                          | Tom Cherones    | Larry David & Bill Masters                 |
| 29         | 12        | Der rote Fleck           | The Red Dot        | 11. Dez. 1991        | 12. Juni 1995                         | Tom Cherones    | Larry David                                |
| 30         | 13        | In der U-Bahn            | The Subway         | 8. Jan. 1992         | 14. Juni 1995                         | Tom Cherones    | Larry Charles                              |
| 31         | 14        | Der Pez-Spender          | The Pez Dispenser  | 15. Jan. 1992        | 19. Juni 1995                         | Tom Cherones    | Larry David                                |
| 32         | 15        | Im Koma                  | The Suicide        | 29. Jan. 1992        | 13. Juni 1995                         | Tom Cherones    | Tom Leopold                                |
| 33         | 16        | Die Verkupplung          | The Fix-up         | 5. Feb. 1992         | 22. Juni 1995                         | Tom Cherones    | Elaine Pope & Larry Charles                |
| 34         | 17        | Der neue Freund – Teil 1 | The Boyfriend (1)  | 12. Feb. 1992        | 20. Juni 1995                         | Tom Cherones    | Larry David & Larry Levin                  |
| 35         | 18        | Der neue Freund – Teil 2 | The Boyfriend (2)  | 12. Feb. 1992        | 21. Juni 1995                         | Tom Cherones    | Larry David & Larry Levin                  |
| 36         | 19        | Die Limousine            | The Limo           | 26. Feb. 1992        | 26. Juni 1995                         | Tom Cherones    | Larry Charles & Marc Jaffe                 |
| 37         | 20        | Der gute Samariter       | The Good Samaritan | 4. März 1992         | 27. Juni 1995                         | Jason Alexander | Peter Mehlman                              |
| 38         | 21        | Der Brief                | The Letter         | 25. März 1992        | 28. Juni 1995                         | Tom Cherones    | Larry David                                |
| 39         | 22        | Die Parklücke            | The Parking Space  | 22. Apr. 1992        | 29. Juni 1995                         | Tom Cherones    | Larry David & Greg Daniels                 |
| 40         | 23        | Die Wohnungsschlüssel    | The Keys           | 6. Mai 1992          | 3. Juli 1995                          | Tom Cherones    | Larry Charles                              |

## Staffel 4
Die vierte Staffel wurde in den Vereinigten Staaten zwischen dem 12. August 1992 und dem 20. Mai 1993 auf NBC ausgestrahlt. Die deutschsprachige Erstausstrahlung erfolgte zwischen dem 4. Juli und dem 14. August 1995 auf dem Free-TV-Sender Kabel 1.
| Nr. (ges.) | Nr. (St.) | Deutscher Titel             | Originaltitel       | Erstausstrahlung USA | Deutschsprachige Erstausstrahlung (D) | Regie        | Drehbuch                                                                         |
| ---------- | --------- | --------------------------- | ------------------- | -------------------- | ------------------------------------- | ------------ | -------------------------------------------------------------------------------- |
| 41         | 1         | Der Trip nach L.A. – Teil 1 | The Trip (1)        | 12. Aug. 1992        | 4. Juli 1995                          | Tom Cherones | Larry Charles                                                                    |
| 42         | 2         | Der Trip nach L.A. – Teil 2 | The Trip (2)        | 19. Aug. 1992        | 5. Juli 1995                          | Tom Cherones | Larry Charles                                                                    |
| 43         | 3         | Die eigene Show – Teil 1    | The Pitch           | 16. Sep. 1992        | 6. Juli 1995                          | Tom Cherones | Larry David                                                                      |
| 44         | 4         | Die eigene Show – Teil 2    | The Ticket          | 16. Sep. 1992        | 10. Juli 1995                         | Tom Cherones | Larry David                                                                      |
| 45         | 5         | Die gestohlene Brieftasche  | The Wallet          | 23. Sep. 1992        | 11. Juli 1995                         | Tom Cherones | Larry David                                                                      |
| 46         | 6         | Wo ist die Armbanduhr?      | The Watch           | 30. Sep. 1992        | 12. Juli 1995                         | Tom Cherones | Larry David                                                                      |
| 47         | 7         | Schönes Wochenende!         | The Bubble Boy      | 7. Okt. 1992         | 13. Juli 1995                         | Tom Cherones | Larry David & Larry Charles                                                      |
| 48         | 8         | Die Liebesbriefe            | The Cheever Letters | 28. Okt. 1992        | 17. Juli 1995                         | Tom Cherones | Handlung: Larry David, Elaine Pope & Tom Leopold Schauspiel: Larry David         |
| 49         | 9         | Die Opernkarten             | The Opera           | 4. Nov. 1992         | 18. Juli 1995                         | Tom Cherones | Larry Charles                                                                    |
| 50         | 10        | Die Jungfrau                | The Virgin          | 11. Nov. 1992        | 19. Juli 1995                         | Tom Cherones | Handlung: Peter Mehlman, Peter Farrelly & Bob Farrelly Schauspiel: Peter Mehlman |
| 51         | 11        | Der Wettstreit              | The Contest         | 18. Nov. 1992        | 20. Juli 1995                         | Tom Cherones | Larry David                                                                      |
| 52         | 12        | Auf dem Flughafen           | The Airport         | 25. Nov. 1992        | 24. Juli 1995                         | Tom Cherones | Larry Charles                                                                    |
| 53         | 13        | Ein gewisses Etwas          | The Pick            | 16. Dez. 1992        | 25. Juli 1995                         | Tom Cherones | Handlung: Larry David & Marc Jaffe Schauspiel: Larry David                       |
| 54         | 14        | Im Kino                     | The Movie           | 6. Jan. 1993         | 26. Juli 1995                         | Tom Cherones | Steve Skrovan, Bill Masters & Jon Hayman                                         |
| 55         | 15        | Das Visum                   | The Visa            | 27. Jan. 1993        | 27. Juli 1995                         | Tom Cherones | Peter Mehlman                                                                    |
| 56         | 16        | Die schönen Schuhe          | The Shoes           | 4. Feb. 1993         | 31. Juli 1995                         | Tom Cherones | Larry David & Jerry Seinfeld                                                     |
| 57         | 17        | Das Bekenntnis              | The Outing          | 11. Feb. 1993        | 1. Aug. 1995                          | Tom Cherones | Larry Charles                                                                    |
| 58         | 18        | Der alte Mann               | The Old Man         | 18. Feb. 1992        | 2. Aug. 1995                          | Tom Cherones | Handlung: Bruce Kirschbaum Schauspiel: Larry Charles                             |
| 59         | 19        | Das Implantat               | The Implant         | 25. Feb. 1993        | 3. Aug. 1995                          | Tom Cherones | Peter Mehlman                                                                    |
| 60         | 20        | Die Pfefferminzpastille     | The Junior Mint     | 18. März 1993        | 7. Aug. 1995                          | Tom Cherones | Andy Robin                                                                       |
| 61         | 21        | Die Geruchsbestie           | The Smelly Car      | 15. Apr. 1993        | 8. Aug. 1995                          | Tom Cherones | Larry David & Peter Mehlman                                                      |
| 62         | 22        | Alles wegen Drake!          | The Handicap Spot   | 13. Mai 1993         | 9. Aug. 1995                          | Tom Cherones | Larry David                                                                      |
| 63         | 23        | Die Fernsehshow – Teil 1    | The Pilot (1)       | 20. Mai 1993         | 10. Aug. 1995                         | Tom Cherones | Larry David                                                                      |
| 64         | 24        | Die Fernsehshow – Teil 2    | The Pilot (2)       | 20. Mai 1993         | 14. Aug. 1995                         | Tom Cherones | Larry David                                                                      |

## Staffel 5
Die fünfte Staffel wurde in den Vereinigten Staaten zwischen dem 16. September 1993 und dem 19. Mai 1994 auf NBC ausgestrahlt. Die deutschsprachige Erstausstrahlung erfolgte zwischen dem 17. Juni und dem 21. September 1998 auf dem Free-TV-Sender ProSieben.
| Nr. (ges.) | Nr. (St.) | Deutscher Titel                | Originaltitel           | Erstausstrahlung USA | Deutschsprachige Erstausstrahlung (D) | Regie        | Drehbuch                                                              |
| ---------- | --------- | ------------------------------ | ----------------------- | -------------------- | ------------------------------------- | ------------ | --------------------------------------------------------------------- |
| 65         | 1         | Das mit den Mangos             | The Mango               | 16. Sep. 1993        | 17. Juni 1998                         | Tom Cherones | Handlung: Lawrence H. Levy Schauspiel: Lawrence H. Levy & Larry David |
| 66         | 2         | Von Händen und Hemden          | The Puffy Shirt         | 23. Sep. 1993        | 18. Juni 1998                         | Tom Cherones | Larry David                                                           |
| 67         | 3         | Mit und ohne Brille            | The Glasses             | 30. Sep. 1993        | 22. Juni 1998                         | Tom Cherones | Tom Gammill & Max Pross                                               |
| 68         | 4         | Der schnüffelnde Steuerberater | The Sniffing Accountant | 7. Okt. 1993         | 23. Juni 1998                         | Tom Cherones | Larry David & Jerry Seinfeld                                          |
| 69         | 5         | Die Beschneidung               | The Bris                | 14. Okt. 1993        | 24. Juni 1998                         | Tom Cherones | Larry Charles                                                         |
| 70         | 6         | Lippenlesen                    | The Lip Reader          | 28. Okt. 1993        | 25. Juni 1998                         | Tom Cherones | Carol Leifer                                                          |
| 71         | 7         | Aber bitte fettfrei            | The Non-Fat Yogurt      | 4. Nov. 1993         | 29. Juni 1998                         | Tom Cherones | Larry David                                                           |
| 72         | 8         | Der Friseur                    | The Barber              | 11. Nov. 1993        | 30. Juni 1998                         | Tom Cherones | Andy Robin                                                            |
| 73         | 9         | Die Masseuse                   | The Masseuse            | 18. Nov. 1993        | 1. Juli 1998                          | Tom Cherones | Peter Mehlman                                                         |
| 74         | 10        | Der Zigarrenladen-Indianer     | The Cigar Store Indian  | 9. Dez. 1993         | 2. Juli 1998                          | Tom Cherones | Tom Gammill & Max Pross                                               |
| 75         | 11        | Der Glaubenswechsel            | The Conversion          | 16. Dez. 1993        | 4. Sep. 1998                          | Tom Cherones | Bruce Kirschbaum                                                      |
| 76         | 12        | Papiermangel                   | The Stall               | 6. Jan. 1994         | 7. Sept. 1998                         | Tom Cherones | Larry Charles                                                         |
| 77         | 13        | Die Dinner-Party               | The Dinner Party        | 3. Feb. 1994         | 8. Sep. 1998                          | Tom Cherones | Larry David                                                           |
| 78         | 14        | Der Meeresbiologe              | The Marine Biologist    | 10. Feb. 1994        | 9. Sep. 1998                          | Tom Cherones | Ron Hauge & Charlie Rubin                                             |
| 79         | 15        | Der Apfelkuchen                | The Pie                 | 17. Feb. 1994        | 10. Sep. 1998                         | Tom Cherones | Tom Gammill & Max Pross                                               |
| 80         | 16        | Die Einlegesohlen              | The Stand-In            | 24. Feb. 1994        | 11. Sep. 1998                         | Tom Cherones | Larry David                                                           |
| 81         | 17        | Meine Frau                     | The Wife                | 17. März 1994        | 14. Sep. 1998                         | Tom Cherones | Peter Mehlman                                                         |
| 82         | 18        | Regenmäntel – Teil 1           | The Raincoats (1)       | 28. Apr. 1994        | 15. Sep. 1998                         | Tom Cherones | Tom Gammill & Max Pross und Larry David & Jerry Seinfeld              |
| 83         | 19        | Regenmäntel – Teil 2           | The Raincoats (2)       | 28. Apr. 1994        | 16. Sep. 1998                         | Tom Cherones | Tom Gammill & Max Pross und Larry David & Jerry Seinfeld              |
| 84         | 20        | Das Feuer                      | The Fire                | 5. Mai 1994          | 17. Sep. 1998                         | Tom Cherones | Larry Charles                                                         |
| 85         | 21        | Die Hamptons                   | The Hamptons            | 12. Mai 1994         | 18. Sep. 1998                         | Tom Cherones | Peter Mehlman & Carol Leifer                                          |
| 86         | 22        | Das Gegenteil                  | The Opposite            | 19. Mai 1994         | 21. Sep. 1998                         | Tom Cherones | Andy Cowan, Larry David & Jerry Seinfeld                              |

## Staffel 6
Die sechste Staffel wurde in den Vereinigten Staaten zwischen dem 22. September 1994 und dem 18. Mai 1995 auf NBC ausgestrahlt. Die deutschsprachige Erstausstrahlung erfolgte zwischen dem 22. September und dem 21. Oktober 1998 auf dem Free-TV-Sender ProSieben. Die aus Rückblenden bestehenden Folgen 100 und 101 wurden lange Zeit nicht auf Deutsch ausgestrahlt; die erste Ausstrahlung erfolgte am 31. Januar 2006 auf Kabel 1.
| Nr. (ges.) | Nr. (St.) | Deutscher Titel                 | Originaltitel               | Erstausstrahlung USA | Deutschsprachige Erstausstrahlung (D) | Regie              | Drehbuch                                                                                                  |
| ---------- | --------- | ------------------------------- | --------------------------- | -------------------- | ------------------------------------- | ------------------ | --- |
| 87         | 1         | Der Anstandswauwau              | The Chaperone               | 22. Sep. 1994        | 22. Sep. 1998                         | Andy Ackerman      | Larry David, Bill Masters & Bob Shaw                                                                      |
| 88         | 2         | Gemischter Salat                | The Big Salad               | 29. Sep. 1994        | 23. Sep. 1998                         | Andy Ackerman      | Larry David                                                                                               |
| 89         | 3         | Verrückt geworden               | The Pledge Drive            | 6. Okt. 1994         | 24. Sep. 1998                         | Andy Ackerman      | Tom Gammill & Max Pross                                                                                   |
| 90         | 4         | Die Chinesin                    | The Chinese Woman           | 13. Okt. 1994        | 25. Sep. 1998                         | Andy Ackerman      | Peter Mehlman                                                                                             |
| 91         | 5         | Die neue Couch                  | The Couch                   | 27. Okt. 1994        | 28. Sep. 1998                         | Andy Ackerman      | Larry David                                                                                               |
| 92         | 6         | Die Turnerin                    | The Gymnast                 | 3. Nov. 1994         | 29. Sep. 1998                         | Andy Ackerman      | Alec Berg & Jeff Schaffer                                                                                 |
| 93         | 7         | Die Suppe                       | The Soup                    | 10. Nov. 1994        | 30. Sep. 1998                         | Andy Ackerman      | Fred Stoller                                                                                              |
| 94         | 8         | Der Gebißabdruck                | The Mom And Pop Store       | 17. Nov. 1994        | 1. Okt. 1998                          | Andy Ackerman      | Tom Gammill & Max Pross                                                                                   |
| 95         | 9         | Die Sekretärin                  | The Secretary               | 8. Dez. 1994         | 2. Okt. 1998                          | David Owen Trainor | Carol Leifer & Marjorie Gross                                                                             |
| 96         | 10        | Der Wettlauf                    | The Race                    | 15. Dez. 1994        | 12. Okt. 1998                         | Andy Ackerman      | Handlung: Tom Gammill, Max Pross, Larry David & Sam Kass Schauspiel: Tom Gammill, Max Pross & Larry David |
| 97         | 11        | Der Reinfall                    | The Switch                  | 5. Jan. 1995         | 5. Okt. 1998                          | Andy Ackerman      | Bruce Kirschbaum & Sam Kass                                                                               |
| 98         | 12        | Die Super-Bowl-Tickets          | The Label Maker             | 19. Jan. 1995        | 6. Okt. 1998                          | Andy Ackerman      | Alec Berg & Jeff Schaffer                                                                                 |
| 99         | 13        | Vortäuschung falscher Tatsachen | The Scofflaw                | 26. Jan. 1995        | 7. Okt. 1998                          | Andy Ackerman      | Peter Mehlman                                                                                             |
| 100        | 14        | Highlights Of 100 – Teil 1      | Highlights Of A Hundred (1) | 2. Feb. 1995         | 31. Jan. 2006                         | Andy Ackerman      | Peter Mehlman                                                                                             |
| 101        | 15        | Highlights Of 100 – Teil 2      | Highlights Of A Hundred (2) | 2. Feb. 1995         | 31. Jan. 2006                         | Andy Ackerman      | Peter Mehlman                                                                                             |
| 102        | 16        | Die Tarnung                     | The Beard                   | 9. Feb. 1995         | 8. Okt. 1998                          | Andy Ackerman      | Carol Leifer                                                                                              |
| 103        | 17        | Das Küsschengeben               | The Kiss Hello              | 16. Feb. 1995        | 9. Okt. 1998                          | Andy Ackerman      | Larry David & Jerry Seinfeld                                                                              |
| 104        | 18        | Der Portier                     | The Doorman                 | 23. Feb. 1995        | 13. Okt. 1998                         | Andy Ackerman      | Tom Gammill & Max Pross                                                                                   |
| 105        | 19        | Er heißt Jimmy                  | The Jimmy                   | 16. März 1995        | 14. Okt. 1998                         | Andy Ackerman      | Gregg Kavet & Andy Robin                                                                                  |
| 106        | 20        | Der Kammerjäger kommt           | The Doodle                  | 6. Apr. 1995         | 15. Okt. 1998                         | Andy Ackerman      | Alec Berg & Jeff Schaffer                                                                                 |
| 107        | 21        | Der Fusilli-Jerry               | The Fusilli Jerry           | 27. Apr. 1995        | 16. Okt. 1998                         | Andy Ackerman      | Handlung: Marjorie Gross & Jonathan Gross/ Ron Hauge & Charlie Rubin Schauspiel: Marjorie Gross           |
| 108        | 22        | Der Diplomatenclub              | The Diplomat’s Club         | 4. Mai 1995          | 19. Okt. 1998                         | Andy Ackerman      | Tom Gammill & Max Pross                                                                                   |
| 109        | 23        | Ein Teufelskerl                 | The Face Painter            | 11. Mai 1995         | 20. Okt. 1998                         | Andy Ackerman      | Handlung: Larry David & Fred Stoller Schauspiel: Larry David                                              |
| 110        | 24        | Die Zweitbesetzung              | The Understudy              | 18. Mai 1995         | 21. Okt. 1998                         | Andy Ackerman      | Marjorie Gross & Carol Leifer                                                                             |

## Staffel 7
Die siebte Staffel wurde in den Vereinigten Staaten zwischen dem 21. September 1995 und dem 16. Mai 1996 auf NBC ausgestrahlt. Die deutschsprachige Erstausstrahlung erfolgte zwischen dem 22. Oktober 1998 und dem 29. März 1999 auf dem Free-TV-Sender ProSieben. Die Doppelfolge Der Michigan-Flaschenpfand-Coup (The Bottle Deposit) wurde erst am 21. bzw. 28. Juni 1999 ausgestrahlt.
| Nr. (ges.) | Nr. (St.) | Deutscher Titel                          | Originaltitel          | Erstausstrahlung USA | Deutschsprachige Erstausstrahlung (D) | Regie         | Drehbuch                                                        |
| ---------- | --------- | ---------------------------------------- | ---------------------- | -------------------- | ------------------------------------- | ------------- | --------------------------------------------------------------- |
| 111        | 1         | Die Verlobung                            | The Engagement         | 21. Sep. 1995        | 22. Okt. 1998                         | Andy Ackerman | Larry David                                                     |
| 112        | 2         | Der Aufschub                             | The Postponement       | 28. Sep. 1995        | 23. Okt. 1998                         | Andy Ackerman | Larry David                                                     |
| 113        | 3         | Der Maestro                              | The Maestro            | 5. Okt. 1995         | 26. Okt. 1998                         | Andy Ackerman | Larry David                                                     |
| 114        | 4         | Das Zwinkern                             | The Wink               | 12. Okt. 1995        | 27. Okt. 1998                         | Andy Ackerman | Tom Gammill & Max Pross                                         |
| 115        | 5         | Der Marathonläufer                       | The Hot Tub            | 19. Okt. 1995        | 28. Okt. 1998                         | Andy Ackerman | Gregg Kavet & Andy Robin                                        |
| 116        | 6         | Der Suppen-Nazi                          | The Soup Nazi          | 2. Nov. 1995         | 29. Okt. 1998                         | Andy Ackerman | Spike Feresten                                                  |
| 117        | 7         | Das Kodewort                             | The Secret Code        | 9. Nov. 1995         | 30. Okt. 1998                         | Andy Ackerman | Alec Berg & Jeff Schaffer                                       |
| 118        | 8         | Die zwei Welten                          | The Pool Guy           | 16. Nov. 1995        | 2. Nov. 1998                          | Andy Ackerman | David Mandel                                                    |
| 119        | 9         | Verhütung ist alles                      | The Sponge             | 7. Dez. 1995         | 3. Nov. 1998                          | Andy Ackerman | Peter Mehlman                                                   |
| 120        | 10        | Kaugummi aus China                       | The Gum                | 14. Dez. 1995        | 4. Nov. 1998                          | Andy Ackerman | Tom Gammill & Max Pross                                         |
| 121        | 11        | Das Brot                                 | The Rye                | 4. Jan. 1996         | 5. Nov. 1998                          | Andy Ackerman | Carol Leifer                                                    |
| 122        | 12        | Das Oberteil                             | The Caddy              | 25. Jan. 1996        | 6. Nov. 1998                          | Andy Ackerman | Gregg Kavet & Andy Robin                                        |
| 123        | 13        | Das Fahrrad                              | The Seven              | 1. Feb. 1996         | 18. Jan. 1999                         | Andy Ackerman | Alec Berg & Jeff Schaffer                                       |
| 124        | 14        | Der Cadillac – Teil 1                    | The Cadillac (1)       | 8. Feb. 1996         | 18. Jan. 1999                         | Andy Ackerman | Larry David & Jerry Seinfeld                                    |
| 125        | 15        | Der Cadillac – Teil 2                    | The Cadillac (2)       | 8. Feb. 1996         | 22. Jan. 1999                         | Andy Ackerman | Larry David & Jerry Seinfeld                                    |
| 126        | 16        | Der Duschkopf                            | The Shower Head        | 15. Feb. 1996        | 1. Feb. 1999                          | Andy Ackerman | Peter Mehlman & Marjorie Gross                                  |
| 127        | 17        | Die Puppe                                | The Doll               | 22. Feb. 1996        | 1. Feb. 1999                          | Andy Ackerman | Tom Gammill & Max Pross                                         |
| 128        | 18        | Das Friars-Club-Jackett                  | The Friars Club        | 7. März 1996         | 8. März 1999                          | Andy Ackerman | David Mandel                                                    |
| 129        | 19        | Der Perückenmacher                       | The Wig Master         | 4. Apr. 1996         | 15. März 1999                         | Andy Ackerman | Spike Feresten                                                  |
| 130        | 20        | Pizza Calzone                            | The Calzone            | 25. Apr. 1996        | 8. Feb. 1999                          | Andy Ackerman | Alec Berg & Jeff Schaffer                                       |
| 131        | 21        | Der Michigan-Flaschenpfand-Coup – Teil 1 | The Bottle Deposit (1) | 2. Mai 1996          | 21. Juni 1999                         | Andy Ackerman | Gregg Kavet & Andy Robin                                        |
| 132        | 22        | Der Michigan-Flaschenpfand-Coup – Teil 2 | The Bottle Deposit (2) | 2. Mai 1996          | 28. Juni 1999                         | Andy Ackerman | Gregg Kavet & Andy Robin                                        |
| 133        | 23        | Füreinander da sein                      | The Wait Out           | 9. Mai 1996          | 22. März 1999                         | Andy Ackerman | Handlung: Peter Mehlman & Matt Selman Schauspiel: Peter Mehlman |
| 134        | 24        | Die Einladungen                          | The Invitations        | 16. Mai 1996         | 29. März 1999                         | Andy Ackerman | Larry David                                                     |

## Staffel 8
Die achte Staffel wurde in den Vereinigten Staaten zwischen dem 19. September 1996 und dem 20. September 1997 auf NBC ausgestrahlt. Die deutschsprachige Erstausstrahlung erfolgte zwischen dem 12. April und dem 20. September 1999 auf dem Free-TV-Sender ProSieben.
| Nr. (ges.) | Nr. (St.) | Deutscher Titel           | Originaltitel        | Erstausstrahlung USA | Deutschsprachige Erstausstrahlung (D) | Regie              | Drehbuch                                    |
| ---------- | --------- | ------------------------- | -------------------- | -------------------- | ------------------------------------- | ------------------ | ------------------------------------------- |
| 135        | 1         | Die Stiftung              | The Foundation       | 19. Sep. 1996        | 12. Apr. 1999                         | Andy Ackerman      | Alec Berg & Jeff Schaffer                   |
| 136        | 2         | Der Seelenverwandte       | The Soul Mate        | 26. Sep. 1996        | 19. Apr. 1999                         | Andy Ackerman      | Peter Mehlman                               |
| 137        | 3         | Irgendetwas stimmt nicht! | The Bizarro Jerry    | 3. Okt. 1996         | 26. Apr. 1999                         | Andy Ackerman      | David Mandel                                |
| 138        | 4         | Die Raubkopierer          | The Little Kicks     | 10. Okt. 1996        | 3. Mai 1999                           | Andy Ackerman      | Spike Feresten                              |
| 139        | 5         | Das Paket                 | The Package          | 17. Okt. 1996        | 10. Mai 1999                          | Andy Ackerman      | Jennifer Crittenden                         |
| 140        | 6         | Ermüdungserscheinungen    | The Fatigues         | 31. Okt. 1996        | 17. Mai 1999                          | Andy Ackerman      | Gregg Kavet & Andy Robin                    |
| 141        | 7         | Die Schecks               | The Checks           | 7. Nov. 1996         | 31. Mai 1999                          | Andy Ackerman      | Steve O’Donnell und Tom Gammill & Max Pross |
| 142        | 8         | Das Neon-Huhn             | The Chicken Roaster  | 14. Nov. 1996        | 7. Juni 1999                          | Andy Ackerman      | Alec Berg & Jeff Schaffer                   |
| 143        | 9         | Das Kein-Sex-Ding         | The Abstinence       | 21. Nov. 1996        | 14. Juni 1999                         | Andy Ackerman      | Steve Koren                                 |
| 144        | 10        | Die Andrea Doria          | The Andrea Doria     | 19. Dez. 1996        | 5. Juli 1999                          | Andy Ackerman      | Spike Feresten                              |
| 145        | 11        | Klein-Jerry ganz groß     | The Little Jerry     | 9. Jan. 1997         | 12. Juli 1999                         | Andy Ackerman      | Jennifer Crittenden                         |
| 146        | 12        | Das liebe Geld            | The Money            | 16. Jan. 1997        | 12. Juli 1999                         | Andy Ackerman      | Peter Mehlman                               |
| 147        | 13        | Die Retourkutsche         | The Comeback         | 30. Jan. 1997        | 19. Juli 1999                         | David Owen Trainor | Gregg Kavet & Andy Robin                    |
| 148        | 14        | Die Van Buren-Bande       | The Van Buren Boys   | 6. Feb. 1997         | 26. Juli 1999                         | Andy Ackerman      | Darin Henry                                 |
| 149        | 15        | Der große Auftritt        | The Susie            | 13. Feb. 1997        | 2. Aug. 1999                          | Andy Ackerman      | David Mandel                                |
| 150        | 16        | Das Schlagloch            | The Pothole          | 20. Feb. 1997        | 9. Aug. 1999                          | Andy Ackerman      | Steve O’Donnell und Dan O’Keefe             |
| 151        | 17        | Der englische Patient     | The English Patient  | 13. März 1997        | 16. Aug. 1999                         | Andy Ackerman      | Steve Koren                                 |
| 152        | 18        | Das Nickerchen            | The Nap              | 10. Apr. 1997        | 23. Aug. 1999                         | Andy Ackerman      | Gregg Kavet & Andy Robin                    |
| 153        | 19        | Die Yada Yada-Sache       | The Yada Yada        | 24. Apr. 1997        | 30. Aug. 1999                         | Andy Ackerman      | Peter Mehlman und Jill Franklyn             |
| 154        | 20        | Die Jahrtausendwendfeier  | The Millennium       | 1. Mai 1997          | 6. Sep. 1999                          | Andy Ackerman      | Jennifer Crittenden                         |
| 155        | 21        | Die Oberteile             | The Muffin Tops      | 8. Mai 1997          | 13. Sep. 1999                         | Andy Ackerman      | Spike Feresten                              |
| 156        | 22        | Die Frauenfehde           | The Summer Of George | 15. Mai 1997         | 20. Sep. 1999                         | Andy Ackerman      | Alec Berg & Jeff Schaffer                   |

## Staffel 9
Die neunte Staffel wurde in den Vereinigten Staaten zwischen dem 27. September 1997 und dem 14. Mai 1998 auf NBC ausgestrahlt. Die deutschsprachige Erstausstrahlung erfolgte zwischen dem 27. September 1999 und dem 28. Februar 2000 auf dem Free-TV-Sender ProSieben.
| Nr. (ges.) | Nr. (St.) | Deutscher Titel           | Originaltitel         | Erstausstrahlung USA | Deutschsprachige Erstausstrahlung (D) | Regie         | Drehbuch |
| ---------- | --------- | ------------------------- | --------------------- | -------------------- | ------------------------------------- | ------------- | --- |
| 157        | 1         | Die Butter-Rasur          | The Butter Shave      | 25. Sep. 1997        | 27. Sep. 1999                         | Andy Ackerman | Alec Berg & Jeff Schaffer & David Mandel |
| 158        | 2         | Die Stimme                | The Voice             | 2. Okt. 1997         | 4. Okt. 1999                          | Andy Ackerman | Alec Berg & Jeff Schaffer & David Mandel |
| 159        | 3         | Mehr Gelassenheit!        | The Serenity Now      | 9. Okt. 1997         | 11. Okt. 1999                         | Andy Ackerman | Steve Koren |
| 160        | 4         | Das Blut                  | The Blood             | 16. Okt. 1997        | 18. Okt. 1999                         | Andy Ackerman | Dan O’Keefe |
| 161        | 5         | Der Lieferwagen           | The Junk Mail         | 30. Okt. 1997        | 25. Okt. 1999                         | Andy Ackerman | Spike Feresten |
| 162        | 6         | Kramers Talkshow          | The Merv Griffin Show | 6. Nov. 1997         | 8. Nov. 1999                          | Andy Ackerman | Bruce Eric Kaplan |
| 163        | 7         | Die Wurstschneidemaschine | The Slicer            | 13. Nov. 1997        | 15. Nov. 1999                         | Andy Ackerman | Handlung: Gregg Kavet & Andy Robin & Darin Henry Schauspiel: Gregg Kavet & Andy Robin                                                             |
| 164        | 8         | Indien und zurück         | The Betrayal          | 20. Nov. 1997        | 22. Nov. 1999                         | Andy Ackerman | David Mandel & Peter Mehlman |
| 165        | 9         | Die Entschuldigung        | The Apology           | 11. Dez. 1997        | 29. Nov. 1999                         | Andy Ackerman | Jennifer Crittenden |
| 166        | 10        | Der Streik                | The Strike            | 18. Dez. 1997        | 6. Dez. 1999                          | Andy Ackerman | Dan O’Keefe und Alec Berg & Jeff Schaffer |
| 167        | 11        | Beim Autohändler          | The Dealership        | 8. Jan. 1998         | 13. Dez. 1999                         | Andy Ackerman | Steve Koren |
| 168        | 12        | Der umgedrehte Spion      | The Reverse Peephole  | 15. Jan. 1998        | 20. Dez. 1999                         | Andy Ackerman | Spike Feresten |
| 169        | 13        | Die Karikatur             | The Cartoon           | 29. Jan. 1998        | 27. Dez. 1999                         | Andy Ackerman | Bruce Eric Kaplan |
| 170        | 14        | Der Tresorschlüssel       | The Strongbox         | 5. Feb. 1998         | 3. Jan. 2000                          | Andy Ackerman | Handlung: Dan O’Keefe & Billy Kimball Schauspiel: Dan O’Keefe                                                                                     |
| 171        | 15        | Der Berechner             | The Wizard            | 26. Feb. 1998        | 10. Jan. 2000                         | Andy Ackerman | Steve Lookner |
| 172        | 16        | Ein leichtes Brennen      | The Burning           | 19. März 1998        | 17. Jan. 2000                         | Andy Ackerman | Jennifer Crittenden |
| 173        | 17        | Der Buchladen             | The Bookstore         | 9. Apr. 1998         | 24. Jan. 2000                         | Andy Ackerman | Handlung: Spike Feresten und Darin Henry & Marc Jaffe Schauspiel: Spike Feresten                                                                  |
| 174        | 18        | Der Spielautomat          | The Frogger           | 23. Apr. 1998        | 31. Jan. 2000                         | Andy Ackerman | Handlung: Gregg Kavet & Andy Robin und Steve Koren & Dan O’Keefe Schauspiel: Gregg Kavet & Andy Robin                                             |
| 175        | 19        | Der Spitzname             | The Maid              | 30. Apr. 1998        | 7. Feb. 2000                          | Andy Ackerman | Handlung: Alec Berg & David Mandel & Jeff Schaffer und Kit Boss & Peter Mehlman Schauspiel: Alec Berg & David Mandel & Jeff Schaffer              |
| 176        | 20        | Tag der Puertoricaner     | The Puerto Rican Day  | 7. Mai 1998          | 14. Feb. 2000                         | Andy Ackerman | Alec Berg, Jennifer Crittenden, Spike Feresten, Bruce Eric Kaplan, Gregg Kavet, Steve Koren, David Mandel, Dan O’Keefe, Andy Robin, Jeff Schaffer |
| 177        | 21        | Die Clip-Show – Teil 1    | The Clip Show (1)     | 14. Mai 1998         | 21. Feb. 2000                         | Andy Ackerman | Darin Henry |
| 178        | 22        | Die Clip-Show – Teil 2    | The Clip Show (2)     | 14. Mai 1998         | 21. Feb. 2000                         | Andy Ackerman | Darin Henry |
| 179        | 23        | Finale – Teil 1           | The Finale (1)        | 14. Mai 1998         | 28. Feb. 2000                         | Andy Ackerman | Larry David |
| 180        | 24        | Finale – Teil 2           | The Finale (2)        | 14. Mai 1998         | 28. Feb. 2000                         | Andy Ackerman | Larry David |